# Jacques Maillet
Pour les articles homonymes, voir Jacques Maillet (homonymie) et Maillet.
Jacques Maillet, né le 20 avril 1913 à Paris et mort le 31 mars 2009 à Orry-la-Ville,, est un Compagnon de la Libération et un industriel français.

## Biographie
Né le 20 avril 1913 à Paris, après des études secondaires au Lycée Condorcet, il est diplômé polytechnicien de la promotion 1931 et ancien élève de l'École nationale supérieure de l'aéronautique de la promotion 1936. 
Mobilisé au sein du ministère de l'Air en 1939, il est aux États-Unis en mission d'achats d'équipement pour l'industrie aéronautique lors de l’Armistice de 1940. Il rentre en France en 1941 et se met immédiatement au service du Bureau central de renseignements et d'action, par lequel il fournit des renseignements sur la fabrication d’armements en France. En janvier 1943, sur ordre de Londres, il franchit les Pyrénées vers l'Espagne puis gagne l'Angleterre où il s'engage dans les Forces aériennes françaises libres. 
Envoyé en mission en France en octobre 1943, il est chargé par le BCRA d’une mission en France destinée à dresser un état économique prévisible de la France à la Libération, et les besoins à satisfaire en priorité.  
Sa mission terminée, en décembre 1943, il ne parvient pas à rejoindre l’Angleterre, et assure alors la représentation du Gouvernement Provisoire dans toute la zone Sud. Jusqu'en mai 1944, il joue un rôle de premier plan dans l'organisation de la Délégation du Comité français de la Libération nationale dans les territoires occupés puis du Gouvernement provisoire de la République française pour la zone sud. Il met en place des Comités de libération, des préfets et des commissaires de la République et réorganise le maquis dans les Alpes, notamment celui du Vercors, précise l'Ordre.
Il sauve des centaines de prisonniers résistants de la prison Montluc à la veille de la Libération de Lyon contre la vie de prisonniers de guerre allemands. Il termine la guerre au grade de chef de mission de 1re classe, (équivalent de lieutenant-colonel). 
De 1944 à 1948, il est directeur de la main d’œuvre au ministère du Travail puis patron en 1948 de la Snecma. Jacques Maillet a créé en 1951 la société Intertechnique, qui se diversifie à partir de 1956 dans l'équipement des centrales nucléaires, ce qui l'amène à développer ses premières compétences en informatique. C'est à ce titre qu'il participe à l'élaboration du plan Calcul puis accepte de prendre la présidence pour deux ans de la Compagnie internationale pour l'informatique (CII) (1967-69). 
Au début des années 1970, il vend sa participation dans la moitié du capital de l'hebdomadaire La Vie française à Hachette. 
Il est par ailleurs le premier président (1997-2006) de l'association X-Résistance, refondée en 1997 à partir du groupe X-Résistance, actif juste après la Seconde Guerre mondiale.
Jacques Maillet est grand-croix de la Légion d'honneur (décret du 12 juillet 2002) et grand-croix de l'ordre national du Mérite.

## Distinctions
- : Grand Croix de la Légion d'Honneur  (décret du 12 juillet 2002)
- : Compagnon de la Libération- décret du 26 septembre 1945
- : Grand Croix de l'Ordre National du Mérite (Grand-Officier en 1968[4])
- : Croix de Guerre 39/45 avec deux citations
- : Médaille des Evadés
- : Médaille de l'Aéronautique